# Magdalena (partido)
Partido de Magdalena (Partido de Magdalena) is een partido in de Argentijnse provincie Buenos Aires. Het bestuurlijke gebied telt 16.603 inwoners. Tussen 1991 en 2001 daalde het inwoneraantal met 34,97%.

## Plaatsen in partido Magdalena
- Arditi
- Atalaya
- Empalme
- General Mansilla
- Los Naranjos
- Magdalena
- Roberto J. Payró
- Vieytes